# Carol Vorderman
Carol Jean Vorderman MBE MA (Bedford, 24 de dezembro de 1960) é uma personalidade da mídia britânica, mais conhecida por apresentar o game show Countdown por 26 anos, de 1982 a 2008, como colunista de jornal e autora nominal de livros educacionais e de dieta, além de ser a apresentadora anfitriã do prêmio anual Pride of Britain desde 1999.
A carreira de Vorderman começou em 1982, quando começou a apresentar no Channel 4 o game show Countdown. Apresentou o programa com Des O'Connor e com Des Lynam, sendo   Richard Whiteley (de 1982 até sua morte em 2005) seu 1° parceiro no programa. Vorderman deixou o programa em 2008. Enquanto aparecia no Countdown, Vorderman  apresentou outros programas em várias emissoras, incluindo Better Homes e The Pride of Britain Awards para ITV, bem como apresentadora de programas, como Have I Got News for You, The Sunday Night Projeto e Lorraine.
Vorderman apresentou o também programa da ITV Loose Women de 2011 até 2014.

## Juventude e educação
Vorderman nasceu em Bedford, Bedfordshire, ela é caçula de três filhos. do pai holandês Anton 'Tony' Vorderman (1920–2007) e da mãe galesa Edwina Jean (1928–2017). Seus pais se separaram 3 semanas após seu nascimento, e sua mãe levou-a junto com seus irmãos de volta para sua cidade natal, Prestatyn, País de Gales, onde Vorderman e seus irmãos, Anton e Trixie, cresceram em uma casa com apenas a mãe . Vorderman não viu seu pai novamente até os 42 anos. Em 1970, sua mãe casou-se com o imigrante italiano Armido Rizzi. O casal se separou dez anos depois. O pai de Vorderman se casou novamente; sua esposa morreu no início de 1990.
Vorderman estudou na escola Blessed Edward Jones Catholic High School, em Rhyl. Em 1978, quando tinha 17 anos, ela começou a estudar engenharia no Sidney Sussex College, em Cambridge. Vorderman foi para Cambridge como uma das mulheres mais jovens a entrar na faculdade. Ela saiu com um diploma de terceira classe, um resultado que ela descreveu como tendo sido "decepcionante" e sendo membra do Nines Club, tendo alcançado uma pontuação de terceira classe em cada ano de estudo.
Vorderman não sabia o lado holandês de sua família até 2007 (como parte do programa de genealogia da BBC Who Do You Think You Are?). Então, ela descobriu que seu pai havia sido um membro ativo da resistência holandesa durante a ocupação nazista. Ele morreu enquanto o programa estava sendo filmado. Seu bisavô, Adolphe Vorderman, desempenhou um papel fundamental na descoberta das vitamina.

## Início de carreira
Vorderman inicialmente encontrou emprego como engenheira civil na Dinorwig Power Station em Llanberis, País de Gales, e mais tarde como estagiária administrativa em Leeds. Em seu tempo livre, ela foi brevemente uma cantora de apoio com a amiga Lindsay Forrest, no grupo pop de Leeds Dawn Chorus and the Blue Tits, liderado pela rádio DJ, Liz Kershaw, durante o início dos anos 1980. O grupo gravou, entre outras canções, uma versão do hit Teenage Kicks dos Undertones (uma das faixas que Vorderman teve que identificar durante a "rodada de introdução" quando ela apareceu em Never Mind the Buzzcocks em dezembro de 2009. A série frequentemente inclui perguntas de passados dos competidores). Durante 1984-85, ela fez aparições regulares no programa de Peter Levy na Rádio Aire, aparecendo no meio da manhã para ler uma história para crianças em idade pré-escolar.
Em meados da década de 1980, Vorderman trabalhou meio período no Departamento de Serviços de Informação da Autoridade de Energia Atômica do Reino Unido, principalmente na produção de programas internos de vídeo.

## Carreira na televisão

### Countdown

#### 1982–2008
A mãe de Vorderman notou um anúncio de jornal pedindo "uma mulher com boas habilidades matemáticas" para aparecer como co-apresentador em um programa de perguntas e respostas para o incipiente channel 4 terrestre. Ela apresentou um pedido em nome de sua filha, até então com 21 anos. Vorderman apareceu em Countdown desde o início do show em 1982 até 2008. Inicialmente, a única contribuição de Vorderman para o show era no quadro jogo dos números, que ela fez parte de uma equipe de apresentação de 5 pessoas. No entanto, ao longo dos anos seguintes, a equipe foi reduzida e Vorderman começou a lidar com as peças para os jogos de letras e números. Vorderman tornou-se assim, uma nova espécie de apresentadora de game show, revelando sua habilidade intelectual ao realizar cálculos aritméticos rápidos e precisos durante o jogo de números para chegar ao resultado exato sem que nenhum dos competidores fosse capaz de fazer. Seu sucesso duradouro no programa a levou-a se tornar uma das mulheres mais bem pagas da Grã-Bretanha, o que lhe rendeu cerca de £ 1 milhão por ano. 

#### Depois de Richard Whiteley
Em junho de 2005, os produtores de Countdown perguntaram a Vorderman se ela queria preencher o papel de apresentador principal desocupado pelo recentemente falecido Richard Whiteley . Vorderman recusou, e uma busca por um novo apresentador, começou enquanto o show entrava em um pausa de 4 meses. Em outubro de 2005, o apresentador Des Lynam substituiu Whiteley e apresentou o programa junto com Vorderman. Em janeiro de 2007, Des O'Connor substituiu Lynam; Vorderman continuou a co-apresentar o show.
Em 25 de julho de 2008, após 26 anos no show, foi anunciado que Vorderman estava saindo do Countdown. Posteriormente, ela disse que renunciou após não conseguir chegar a um acordo com o Channel 4 para um novo contrato, e foi relatado que ela tinha recebido um corte de 90% de seu salário anterior, estimado em £ 900.000. Ela havia considerado deixar o programa quando o apresentador original Richard Whiteley morreu em 2005, mas permaneceu no programa quando Lynam assumiu, e até 2008, quando seu eventual substituto O'Connor anunciou que também deixaria o cargo de apresentador do program. Vorderman e O'Connor deixaram o show em dezembro de 2008.
Vorderman gravou seu último show Countdown no dia 13 de novembro de 2008, que foi transmitido em 12 de dezembro de 2008. Seus 2 filhos estavam na platéia, junto com muitos dos convidados anteriores do "Canto do Dicionário". Após a entrega de prêmios no final do show, Des O'Connor foi presenteado com um buquê de flores pela lexicógrafa Susie Dent, e Vorderman recebeu um de Gyles Brandreth. Ela estava muito emocionada demais para terminar suas despedidas. Um programa especial, One Last Consonant, Please Carol, apresentado por Brandreth, relembrava os altos e baixos de Vorderman durante os 26 anos do show, que também foi filmado e transmitido pouco antes de sua aparição final em Countdown. Depois de deixar o Countdown, Vorderman continuou a contribuir com sua coluna para a revista britânica Reveal.
O Channel 4 admitiu em 2009 que todos os apresentadores do Countdown sempre usaram fones de ouvido e que os produtores "às vezes fornecem idéias extras, pois muitas vezes há várias opções para garantir que os espectadores recebam as melhores respostas possíveis". Uma fonte próxima a Vorderman negou que ela tivesse usado um fone de ouvido ou trapaceado nas respostas aritméticas mentais.

### loose Woman
Em julho de 2011, Vorderman e Sally Lindsay foram cotadas para estarem em Loose Women após a decisão da ITV de tirar Kate Thornton e Zoë Tyler do programa. Isso foi confirmado posteriormente, com Vorderman apresentando seu primeiro show ao vivo em 5 de setembro de 2011. De setembro de 2011 a junho de 2013, Vorderman e sua colega Loose Women, Andrea McLean, apresentaram de 2 a 3 por semana. No entanto, depois que o show voltou das férias de verão em setembro de 2013, ela começou a apresentar 1 episódio por semana, com McLean ancorando os 4 restantes. Em 3 de outubro de 2013, foi anunciado que a ex-apresentadora do Loose Women, Kaye Adams, retornaria ao programa no final do ano e Ruth Langsford se juntaria ao painel em janeiro de 2014. Adams, Langsford e Andrea McLean apresentaram o show se alternando, com Vorderman permanecendo como apresentadora ocasional no programa, geralmente apresentando um episódio a cada 15 dias.
Em 14 de julho de 2014, Vorderman anunciou sua saída como apresentadora do Loose Women. Vorderman explicou:
| “ | Estou trabalhando duro para planejar e treinar, uma volta ao mundo no ano que vem. Nos primeiros 2 anos no Loose, fiz mais de 100 dias por ano, mas no ano passado só consegui pouco mais de 20 dias porque sempre tive que cancelar dias devido à outros compromissos de trabalho. Tentei aparecer apenas uma vez por semana até o Natal e simplesmente não consegui. Eu escrevo muitos livros educacionais e tenho um grande site de matemática, então meu tempo é gasto com eles também. Gosto de fazer as coisas direito e não é justo me comprometer com algo sem entusiasmo. | ” |

Vorderman é o apresentadora do Pride of Britain Awards anualmente, que é transmitido pela ITV . Ela começou a apresentar os prêmios quando eles foram apresentados pela primeira vez em 1999.
Em 2004, Vorderman participou da seguda série de Strictly Come Dancing, em parceria com o dançarino profissional Paul Killick. Ela foi a segunda celebridade a ser eliminada do show. Ela apresentou como convidada Have I Got News for You em 2004 e 2006 e também apresentou um episódio do The Sunday Night Project .
O convidado de Vorderman apresentou 15 episódios de Lorraine em 2011. Ela apresentou o ITV Food show Food Glorious Food em 2013.
Em março de 2013, Vorderman gravou um piloto de game show da ITV chamado Revolution . Em 29 de junho de 2013, foi anunciado que o show havia sido "descartado" pela ITV .
Em 2016, Vorderman terminou em oitavo lugar na décima sexta série de I'm a Celebrity...Get Me out of here daqui!
Em 7 de abril de 2020, Vorderman apareceu no programa The Great Stand Up to Cancer Bake Off e venceu.
Transmitido pela S4C em 19 de abril de 2020, Vorderman participou do programa Iaith ar Daith ('Language Road Trip') e, com a ajuda de Owain Wyn Evans, aprendeu galês e completou vários desafios no idioma. Um episódio extra, Faith ar daig ('Language Road Trip: Christmas') foi transmitido no final de 2020, entrevistando cada uma das celebridades sobre se elas ainda estavam fazendo uso de seu galês e as oportunidades que tiveram de usar o galês durante o confinamento.

## Filmografia

### Televisão
| Ano                   | Título                                | Função                             | Canal         |
| --------------------- | ------------------------------------- | ---------------------------------- | ------------- |
| 1982–2008             | Countdown                             | Co-apresentadora (4.832 episódios) | Channel 4     |
| 1987–1989             | Takes Nobody Word For It              | Co-apresentadora                   | BBC One       |
| 1990-1996, 1998       | How 2                                 | Co-apresentadora                   | CITV (ITV)    |
| 1993                  | World Chess Championship 1993         | Co-apresentadora                   | BBC One       |
| 1994                  | World's Tomorrow                      | Co-apresentadora                   | BBC One       |
| 1996                  | Entretainament today                  | Apresentadora                      | ITV           |
| 1997                  | Hot Gadgets                           | Apresentadora                      | ITV           |
| 1996                  | What they                             | Apresentadora                      | ITV           |
| 1998                  | What they will think next             | Apresentadora                      | ITV           |
| 1999                  | Dream House                           | Apresentadora principal            | ITV           |
| 1999–2003             | Better Homes                          | Apresentadora                      | ITV           |
| 1999 – presente       | Pride of Britain awards               | Apresentadora                      | ITV           |
| 2000                  | Star Lives                            | Apresentadora                      | ITV           |
| 2001–2002             | Britain's Brainiest Kid               | Apresentadora                      | ITV           |
| 2004                  | Strictly Come Dancing                 | Competidora                        | BBC One       |
| 2004, 2006            | Have I Got News for You               | Apresentadora convidada            | BBC One       |
| 2005–2006             | Carol Big Brain Game                  | Co-apresentadora                   | Sky One       |
| 2006                  | The Sunday Night Project              | Apresentadora convidada            | Canal 4       |
| 2008                  | One Last Consonant, Please Carol      | Sujeito                            | Canal 4       |
| 2011, 2018 - presente | Lorraine                              | Vice-apresentadora                 | ITV           |
| 2011–2014             | Mulheres Soltas                       | Apresentadora                      | ITV           |
| 2013                  | Food Glorious Food                    | Apresentadora                      | ITV           |
| 2016                  | I'm a Celebrity...Get Me Out of Here! | Participante                       | ITV           |
| 2020                  | Iaith ar Daith                        | Participante                       | S4C           |
| 2020                  | Michael McIntyre's The Wheel          | Participante                       | BBC One       |
| 2021                  | Carol Vorderman: Closer to Home       | Apresentadora                      | BBC One Wales |

## Fora da televisão

### Jornalismo
Vorderman publicou colunas em jornais, como no The Daily Telegraph e no Daily Mirror, sobre tópicos da Internet. Ela escreveu livros sobre dietas Detox. Seu best-seller número 1 foi Detox For Life, produzido em colaboração com Ko Chohan e Anita Bean e publicado pela Virgin Books, que vendeu mais de um milhão de cópias.
Muitos livros escolares foram publicados com seu nome, principalmente por Dorling Kindersley em séries como English Made Easy, Maths Made Easy, Science Made Easy e How to Pass National Curriculum Maths.

### Empreendimentos comerciais
Vorderman também expandiu seus empreendimentos comerciais, lançando uma série de produtos Sudoku. Em março de 2007, ela lançou um jogo de treinamento cerebral chamado Mind Aerobics de Carol Vorderman junto com BSkyB. Também em 2007, ela lançou um videogame para PlayStation 2 nos Estados Unidos intitulado Carol Vorderman's Sudoku.
Em 2007, Vorderman fez comerciais de TV para a cadeia de alimentos congelados Farmfoods, anunciando "Chippy Chips por £ 1" e "Cadbury's Cones por 99p".
No outono de 2008, logo depois de concluir seu último show regular Countdown, Vorderman anunciou um novo empreendimento comercial, seu próprio desenvolvimento de propriedades e empresa de vendas que se especializaria em férias no exterior e casas de repouso no Caribe, Bahamas e Espanha, que chamava-se Carol Vorderman's Overseas Homes Ltd. Ela via a empresa como uma extensão natural de suas próprias experiências de compra e venda de imóveis nos últimos anos e visava um mercado-alvo de "famílias com mais de 35 anos". No entanto, devido à crise financeira internacional, o empreendimento teve vida curta e, em março de 2009, Vorderman retirou publicamente seu nome da empresa, que enrcerrou o trabalho logo em seguida.
Em 2 de março de 2010, Vorderman lançou publicamente seu novo empreendimento comercial de um sistema de treinamento de matemática online para crianças de 4 a 12 anos com o nome de MathsFactor.

### Controvérsias
A Vorderman manteve uma briga de longa data da empresa de consolidação de dívidas First Plus, uma associação que foi encerrada em 2007. Em 2006, a instituição de caridade Credit Action tentou destacar os perigos potenciais da consolidação de dívidas, pedindo a Vorderman que parasse de dar credibilidade ao First Plus. Seu agente respondeu que a Vorderman não tinha intenção de restringir o contrato de um serviço que era perfeitamente legal e oferecido por uma excelente empresa.. Quando entrevistado pelo The Daily Telegraph em novembro de 2008, a própria Vorderman respondeu com:
“O mercado de empréstimos com garantia foi criticado e foi pertinente me escolher, porque eu era um cara. Anunciei o FirstPlus por 10 anos. Tínhamos algo como £ 1,5 bilhão em empréstimo e até alguns meses atrás não havia reintegração de posse. Quando aquele programa [BBC's Real Story] foi feito, [não houve] reintegração de posse. Eles disseram isso? Curiosamente, não."

### Outras atividades

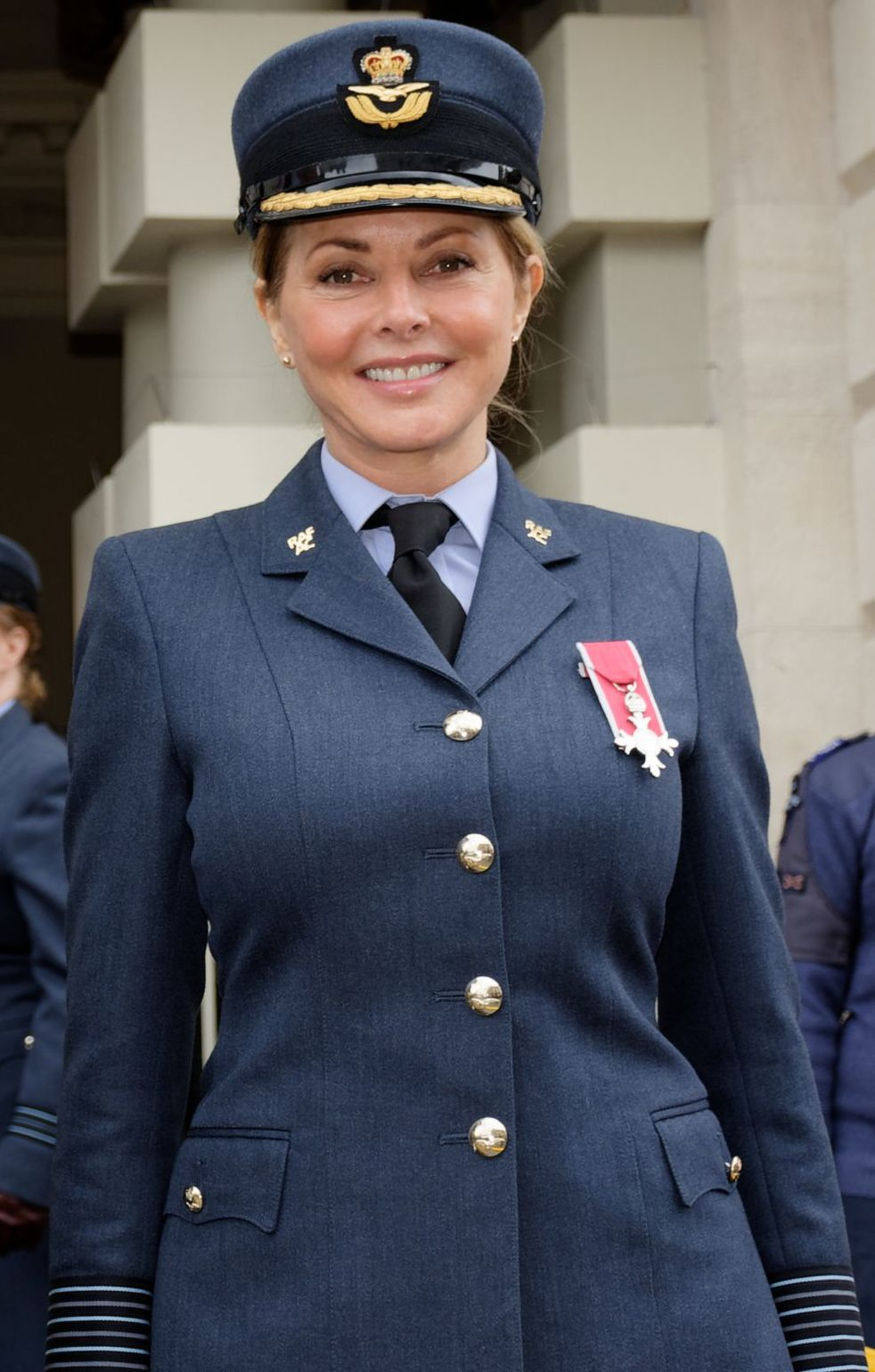
Carol Vorderman como capitã honorária da RAFAC

Em 18 de setembro de 2010, Vorderman, um católico, co-apresentou os eventos que antecederam a Vigília Papal em Hyde Park, ao lado do autor Frank Cottrell Boyce.
Em 2 de junho de 2012, Vorderman nomeou uma Classe 91 (91110) " Battle of Britain Memorial Flight " no National Railway Museum como parte do evento Railfest 2012.
Em 2014, Vorderman se qualificou para uma licença de piloto privado e anunciou que planejava voar solo ao redor do mundo. Ela chamou seu avião de Mildred em homenagem a Mildred, Sra. Victor Bruce, uma motorista de corrida britânica que quebrou o recorde, piloto de lancha e aviadora nas décadas de 1920 e 1930, que Vorderman descreveu como "minha heroína. Ela é uma das mulheres mais incríveis do século passado.”
Em 20 de novembro de 2014, Vorderman aceitou a nomeação de embaixadora para os Cadetes Aéreos da Força Aérea Real, dizendo: "Estou realmente honrada por ser nomeada embaixadora dos Cadetes Aéreos da RAF. Mal posso esperar para conhecer os cadetes e a equipe de voluntários adultos que dedicam muito do seu tempo para apoiá-los. Os próprios cadetes são um exemplo brilhante do melhor dos jovens britânicos, estar com eles em uma praça de desfile será um grande privilégio.”
Vorderman assumiu o posto de Capitã Honorária do Grupo RAFAC durante o período de sua nomeação. Ela é a primeira mulher a ser nomeada embaixadora nos 75 anos de história dos cadetes da Força Aérea Real, depois de assumir o cargo do ex-embaixador, capitão honorário do grupo, Sir Chris Hoy RAFAC.
Vorderman também começou a aprender a língua galesa e tem usado o curso online Say Something in Welsh. No início de 2020, ela disse: “Tenho aprendido galês ... e adoro isso. Isso me levou de volta às minhas raízes. ”

## Vida pessoal
Vorderman é católico. Ela se casou pela primeira vez em 1985 aos 24 anos com Christopher Mather, um oficial da Marinha Real, mas o casamento durou apenas 12 meses. Seu segundo casamento foi com o consultor de gestão Patrick King em 1990, aos 29 anos. Vorderman teve dois filhos, Katie (n. 1992) e Cameron (n. 1997),
Depois de se conhecerem em uma festa de Natal em 1999, Vorderman e Des Kelly moraram juntos em Londres desde 2001, também usando sua outra casa em Glandore, West Cork, Irlanda. Após cinco anos juntos, Vorderman e Kelly se separaram em dezembro de 2006, anunciando publicamente a separação amigável em janeiro de 2007 e após uma breve reconciliação em Bristol, de acordo com relatórios.
Vorderman divide sua casa em Bristol com seus dois filhos. Vorderman viveu com ou muito perto de sua mãe durante toda a vida, até sua morte em 2017.
Em 6 de junho de 2020, ela se queixou em uma série de jornais do Reino Unido de ser assediada por fotógrafos na estrada fora de sua casa.
Vorderman tem criticado as políticas educacionais do Partido Trabalhista. Em fevereiro de 2009, foi anunciado que ela chefiaria uma força-tarefa criada pelo Partido Conservador para estudar o ensino da matemática. David Cameron comentou: "Carol é apaixonada por matemática. Todos nós vimos isso em Countdown com sua aritmética mental brilhante e ela vai liderar essa força-tarefa para que possamos obter as respostas certas."
Em uma aparição no período de perguntas em março de 2010, Vorderman criticou os três principais partidos pela hipocrisia em aceitar doações de contribuintes não domiciliados.

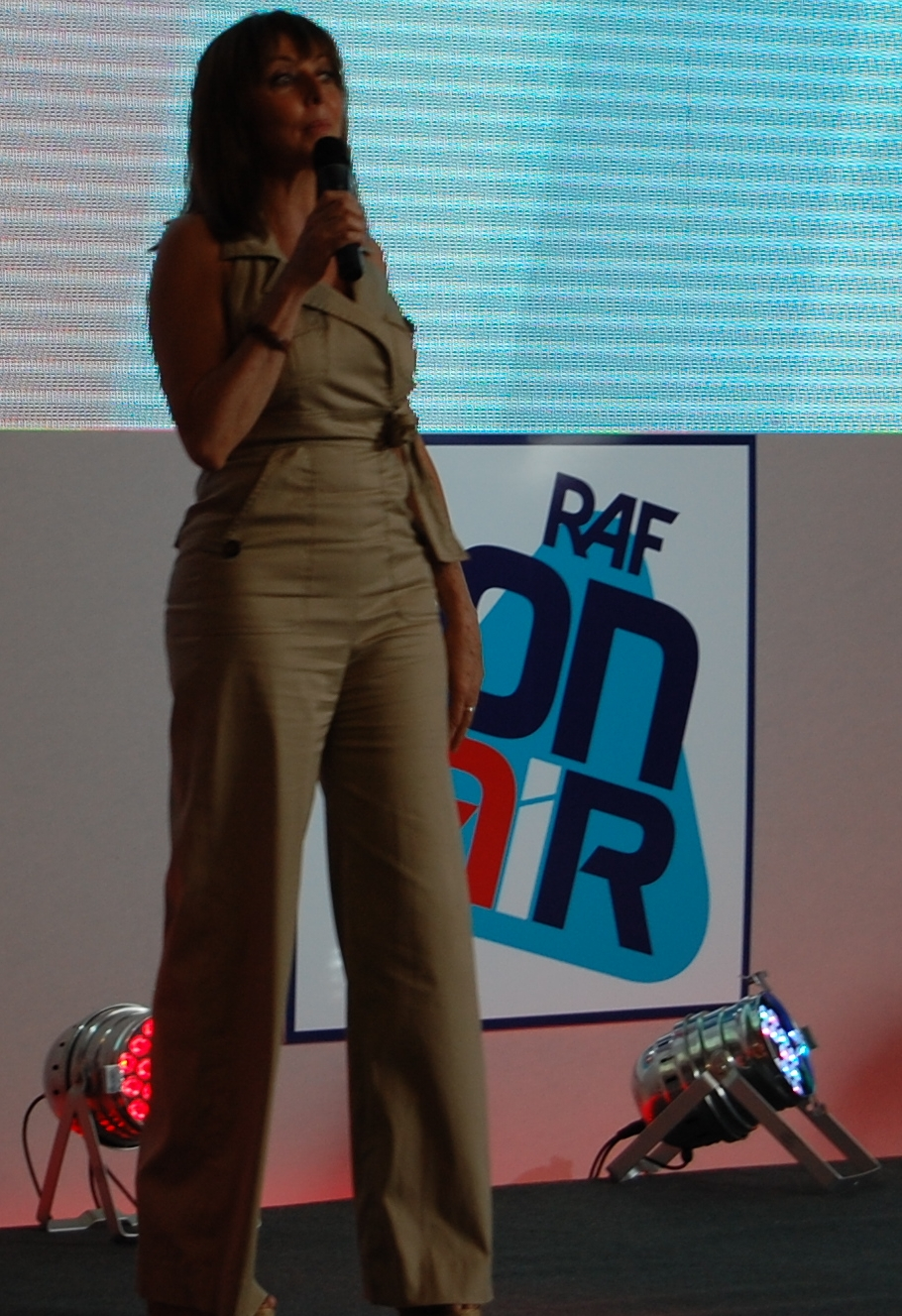
Vorderman em um show da RAF Association, em julho de 2011

Vorderman é patrono da Cleft Lip and Palate Association (CLAPA)  (seu irmão mais velho, Anton, nasceu com fissura labiopalatina ). Em 2005, ela foi a vencedora da Maratona Gameshow do Ant and Dec. Como parte das celebrações do 50º aniversário, a ITV apresentou uma série de programas de jogos favoritos do país, apresentando celebridades competindo para se tornar o vencedor da Maratona do Gameshow e arrecadar dinheiro para a instituição de caridade de sua escolha. Como vencedor da série, Vorderman ganhou £ 60.000 para CLAPA.
Em novembro de 2011, Carol também apareceu no videoclipe de 'Carol O Carol' do New Vorder (interpretando ela mesma), uma canção escrita por Jim Salveson em 1999 sobre seu amor por Carol Vorderman. O vídeo é dirigido por Tim Cocker e foi lançado em 28 de novembro de 2011 em apoio à instituição de caridade CLAPA.
Vorderman apareceu em um curta-metragem intitulado "Corrida para o futuro", que promove a conscientização do câncer de próstata e uma corrida beneficente realizada todos os anos em Bristol Downs para arrecadar fundos para o apelo da próstata BUI. Ela também participou da Great North Run em várias ocasiões para arrecadar dinheiro para o Marie Curie Cancer Care. Isso foi em memória da irmã de Richard Whiteley, Helen, que morreu da doença.
Vorderman é um apoiador ativo e defensor da associação de caridade RAF, aparecendo em shows aéreos e participando de outros eventos de arrecadação de fundos.

## Vídeos e trabalhos publicados
- Pop Music Times Tables de Carol Vorderman, 1990
- How to Write a Perfect Letter, de Carol Vorderman, 1991
- How Mathematics Works, 1996
- Guia para a Internet de Carol Vorderman (escrito com Rob Young), 1998
- Carol Vorderman's How to Do Sudoku, 2005
- Massive Book of Sudoku de Carol Vorderman, 2005
- Eat Yourself Clever, 2008
- Guia de Matemática de Carol Vorderman
- Dieta Detox de Carol Vorderman
- It All Counts, 2010

## Prêmios e honrarias
Vorderman foi condecorada como Membro da  Ordem do Império Britânico (MBE) por "serviços como locutora de rádio" no programa Queen's Birthday Honours em junho de 2000. Foi eleita como membro honorário de Universidade de Bangor no País de Gales e, também em 2000, uma honararia de grau honorário (MA) pela Universidade de Bath.
Vorderman foi eleita como vencedora do prêmio "traseiro do ano" em 2011. Em 2014, se tornou a primeira celebridade a ganhar o prêmio duas vezes.